# Parapolynemus verekeri
Parapolynemus verekeri is een straalvinnige vissensoort uit de familie van draadvinnigen (Polynemidae). De wetenschappelijke naam van de soort is voor het eerst geldig gepubliceerd in 1889 door Saville-Kent.